# 호소헤드론

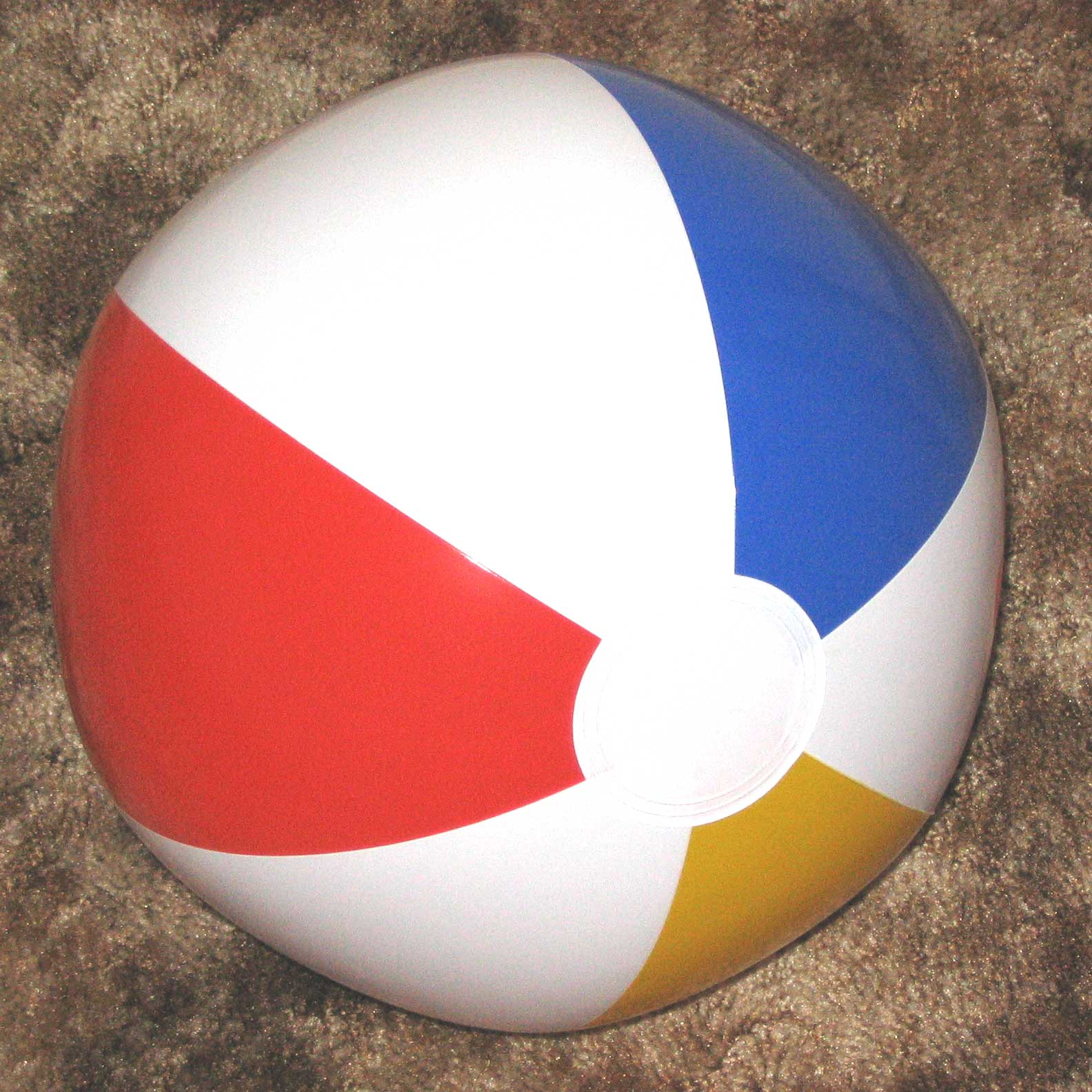
이 비치볼은 말단의 원이 없으면 여섯 개의 달꼴 면으로 이루어진 호소헤드론을 나타낸다.

기하학에서, n각 호소헤드론은 각 달꼴이 두 반대쪽 극에 있는 꼭짓점을 공유하는 구면에서 달꼴로 이루어진 테셀레이션이다.
정n각 호소헤드론은 슐레플리 기호 {2, n}를 가지고, 각각의 구면 달꼴은 내각이 ⁠2π/n⁠ 라디안 (⁠360/n⁠ 도)이다.

## 정다면체에서 호소헤드론
슐레플리 기호가 {m, n}인 정다면체에서, 다각형 면의 수는 다음으로 찾을 수 있다:
{\displaystyle N_{2}={\frac {4n}{2m+2n-mn}}}
플라톤의 다면체는 m ≥ 3이고 n ≥ 3일 때만 정수해를 가진다. 제한 m ≥ 3은 다각형 면은 반드시 최소 세 개 이상의 변을 가져야 한다는 것을 강조한다.
다면체를 구면 타일링으로 생각할 때, 이 제한은 완화될 수 있다; 이각형 (2각형)을 면적이 영이 아닌 구면 달꼴로 나타낼 수 있다. m = 2를 허락함으로써 새로운 정다면체의 무한한 부류, 호소헤드론을 허락하게 한다. 구면에서, 다면체 {2, n}은 n개의 맞닿는 내각이 ⁠2π/n⁠인 달꼴로 표현된다. 이 모든 달꼴들은 꼭짓점 두 개를 공통으로 가진다.
| 구면에서 구면 달꼴 3개의 테셀레이션으로 나타낸 정삼각 호소헤드론 {2,3}. | 구면에서 구면 달꼴 4개의 테셀레이션으로 나타낸 정사각 호소헤드론. |

| n      | 2     | 3     | 4     | 5     | 6     | 7     | 8     | 9     | 10    | 11     | 12...  |        |
| ------ | ----- | ----- | ----- | ----- | ----- | ----- | ----- | ----- | ----- | ------ | ------ | ------ |
| 그림   |       |       |       |       |       |       |       |       |       |        |        |        |
| {2,n}  | {2,1} | {2,2} | {2,3} | {2,4} | {2,5} | {2,6} | {2,7} | {2,8} | {2,9} | {2,10} | {2,11} | {2,12} |
| 콕서터 |       |       |       |       |       |       |       |       |       |        |        |        |

## Kaleidoscopic 대칭
2n각 호소헤드론 {2,2n}의 이각형 (달꼴)면은 삼차원의 이면체 대칭의 기본 삼각형을 나타낸다: Cnv, [n], (*nn), 2n. 반사 영역은 교대로 칠한 달꼴을 거울상으로 나타낼 수 있다. 달꼴을 두개의 구면 삼각형으로 이등분하면 쌍각뿔을 만들고 이면체 대칭 Dnh, 4n차를 정의한다.
| 대칭       | C1v, [ ] | C2v, [2] | C3v, [3] | C4v, [4] | C5v, [5] | C6v, [6] |
| 호소헤드론 | {2,2}    | {2,4}    | {2,6}    | {2,8}    | {2,10}   | {2,12}   |
| ---------- | -------- | -------- | -------- | -------- | -------- | -------- |
| 기본 영역  |          |          |          |          |          |          |

## 스타인메츠 다면체와의 관계
사각 호소헤드론은 서로 수직인 원기둥 두 개의 교차다면체인 바이실린더 스타인메츠 다면체와 위상적으로 같다.

## 파생 다면체
n각 호소헤드론 {2, n}의 쌍대는 n각형 이면체 {n, 2}이다. 다면체 {2,2}는 자기쌍대이고, 호소헤드론이면서 이면체이다.
호소헤드론은 다른 다면체에서 깎은 변형을 만들어낼 때처럼 수정될 수 있다. 깎은 n각 호소헤드론은 n각기둥이다.

## 무한각 호소헤드론
극한에서 호소헤드론은 2차원 테셀레이션으로 무한각 호소헤드론이 된다:

## 호소토프
다차원의 해석은 일반적으로 호소토프라고 불린다. 슐레플리 기호가 {2,p,...,q}인 정호소토프는 꼭짓점이 두 개고, 각각은 꼭짓점 도형 {p,...,q}을 가진다.
이차원 호소토프 {2}는 이각형이다.

## 어원
“호소헤드론”이라는 용어는 H.S.M. Coxeter에 의해서 제시되었고, 아마도 그리스어  ὅσος (hosos) “많은”에서 파생되었을 것이다, 호소헤드론의 아이디어는 “원하는 만큼 많은 면을 가질 수 있다”는 것이다.

## 같이 보기
- 다면체
- 다포체